# Божиковецька сільська рада
Божикове́цька сільська́ ра́да — адміністративно-територіальна одиниця та орган місцевого самоврядування в Деражнянському районі Хмельницької області. Адміністративний центр — село Божиківці.

## Загальні відомості
Божиковецька сільська рада утворена в квітні 1944 року.
- Територія ради: 48,906 км²
- Населення ради: 1 606 осіб (станом на 2001 рік)
- Територією ради протікає річка Вовк

## Населені пункти
Сільській раді були підпорядковані населені пункти:
- с. Божиківці
- с. Іванківці
- с. Шелехове

## Склад ради
Рада складалася з 15 депутатів та голови.
- Голова ради: Стащук Володимир Анатолійович
- Секретар ради: Стецюк Світлана Василівна

### Керівний склад попередніх скликань
| Прізвище, ім'я, по батькові   | Основні відомості                                                                                          | Дата обрання | Дата звільнення |
| ----------------------------- | --- | ------------ | --------------- |
| Стащук Володимир Анатолійович | Сільський голова, 1964 року народження, освіта вища, член Соціал-демократичної партії України (об'єднаної) | 26.03.2006   | 31.10.2010      |
| Стащук Володимир Анатолійович | Сільський голова, 1964 року народження, освіта вища, член Партії регіонів                                  | 31.10.2010   |                 |

Примітка: таблиця складена за даними сайту Верховної Ради України

### Депутати
За результатами місцевих виборів 2010 року депутатами ради стали:

#### За суб'єктами висування
| Суб'єкт висування            | Кількість обраних депутатів | %    |
| ---------------------------- | --------------------------- | ---- |
| Самовисування                | 5                           | 33,3 |
| Народна партія               | 3                           | 20   |
| Партія регіонів              | 3                           | 20   |
| Комуністична партія України  | 2                           | 13,3 |
| Соціалістична партія України | 2                           | 13,3 |

#### За округами
| № округу                     | Прізвище, ім'я, по батькові      | Дата визнання обраним | Освіта             | Партійна приналежність                        | Відомості про обраного депутата                       |
| ---------------------------- | -------------------------------- | --------------------- | ------------------ | --------------------------------------------- | ----------------------------------------------------- |
| Комуністична партія України  |                                  |                       |                    |                                               |                                                       |
| 3                            | Тютюнник Валентина Михайлівна    | 05.11.2010            | середня спеціальна | член Комуністичної партії України             | пенсіонер                                             |
| 9                            | Денисюк Василь Степанович        | 05.11.2010            | вища               | позапартійний                                 | пенсіонер                                             |
| Народна Партія               |                                  |                       |                    |                                               |                                                       |
| 4                            | Вергуш Олена Францівна           | 05.11.2010            | вища               | позапартійна                                  | Божиковецька сільська рада, бухгалтер                 |
| 6                            | Дилян Ганна Арсенівна            | 05.11.2010            | середня спеціальна | член Народної партії                          | тимчасово не працює                                   |
| 15                           | Подсоха Олександра Володимирівна | 05.11.2010            | вища               | позапартійна                                  | Божиковецька середня школа, вчитель                   |
| Партія регіонів              |                                  |                       |                    |                                               |                                                       |
| 2                            | Мельник Володимир Дмитрович      | 05.11.2010            | середня спеціальна | член Партії регіонів                          | тимчасово не працює                                   |
| 12                           | Бондар Юрій Віталійович          | 05.11.2010            | середня спеціальна | позапартійний                                 | ТОВ «УЗП-Деражня», тракторист                         |
| 13                           | Лонський Олександр Миколайович   | 05.11.2010            | середня спеціальна | член Партії регіонів                          | Районні електромережі, електрик                       |
| Соціалістична партія України |                                  |                       |                    |                                               |                                                       |
| 5                            | Смульський Антон Антонович       | 05.11.2010            | середня            | позапартійний                                 | ТОВ «УЗП-Деражня», охоронець                          |
| 7                            | Довгий Анатолій Петрович         | 05.11.2010            | середня            | позапартійний                                 | ТОВ «УЗП-Деражня», охоронець                          |
| Самовисування                |                                  |                       |                    |                                               |                                                       |
| 1                            | Стецюк Світлана Василівна        | 05.11.2010            | середня спеціальна | член Всеукраїнського об'єднання «Батьківщина» | Божиковецька сільська рада, секретар                  |
| 8                            | Прилюк Віктор Володимирович      | 05.11.2010            | середня            | позапартійний                                 | ТОВ «УЗП-Деражня», шофер                              |
| 10                           | Нівецький Василь Іванович        | 05.11.2010            | середня спеціальна | позапартійний                                 | ТОВ «УЗП-Деражня», тракторист                         |
| 11                           | Довга Аліна Володимирівна        | 05.11.2010            | середня            | позапартійна                                  | тимчасово не працює                                   |
| 14                           | Карпінський Валерій Пилипович    | 05.11.2010            | вища               | позапартійний                                 | Божиковецька загальноосвітня школа I-III ст., вчитель |